# À travers les Flandres 2013
La 68e édition d'À travers les Flandres a eu lieu le 20 mars 2013. L'épreuve fait partie de l'UCI Europe Tour 2013 en catégorie 1.HC. L'Italien Oscar Gatto (Vini Fantini-Selle Italia) remporte l'épreuve lors d'un sprint en petit comité devant le Slovène Borut Božič (Astana) et l'Australien Mathew Hayman (Sky). Le Français Thomas Voeckler (Europcar), qui s'est extirpé du groupe à 9 km de l'arrivée mais rejoint à 10 m de celle-ci, finit tout de même dans le groupe en prenant la cinquième place.

## Présentation

### Équipes
Classé en catégorie 1.HC de l'UCI Europe Tour, À travers les Flandres est par conséquent ouvert aux UCI ProTeams dans la limite de 70 % des équipes participantes, aux équipes continentales professionnelles, aux équipes continentales belges et à une équipe nationale belge.
23 équipes participent à ce À travers les Flandres - 13 ProTeams, 9 équipes continentales professionnelles et 1 équipe continentale :
| Nom de l'équipe         | Pays        | Code |
| ----------------------- | ----------- | ---- |
| AG2R La Mondiale        | France      | ALM  |
| Argos-Shimano           | Pays-Bas    | ARG  |
| Astana                  | Kazakhstan  | AST  |
| Garmin-Sharp            | États-Unis  | GRS  |
| Katusha                 | Russie      | KAT  |
| Lotto-Belisol           | Belgique    | LTB  |
| Movistar                | Espagne     | MOV  |
| Omega Pharma-Quick Step | Belgique    | OPQ  |
| Orica-GreenEDGE         | Australie   | OGE  |
| RadioShack-Leopard      | Luxembourg  | RLT  |
| Saxo-Tinkoff            | Danemark    | TST  |
| Sky                     | Royaume-Uni | SKY  |
| Vacansoleil-DCM         | Pays-Bas    | VCD  |

| Nom de l'équipe             | Pays      | Code |
| --------------------------- | --------- | ---- |
| Accent Jobs-Wanty           | Belgique  | AJW  |
| Champion System             | Chine     | CSS  |
| Cofidis                     | France    | COF  |
| Crelan-Euphony              | Belgique  | CRE  |
| Europcar                    | France    | EUC  |
| IAM                         | Suisse    | IAM  |
| NetApp-Endura               | Allemagne | TNE  |
| Topsport Vlaanderen-Baloise | Belgique  | TSV  |
| Vini Fantini-Selle Italia   | Italie    | VIN  |

| Nom de l'équipe       | Pays     | Code |
| --------------------- | -------- | ---- |
| An Post-ChainReaction | Belgique | SKT  |

## Récit de la course
A 8 km de l'arrivée, le groupe de 10 coureurs en échappée dispose de 33 secondes d'avance sur le peloton.
Les attaques et contre-attaques se suivent non stop.
A 7 km, Thomas Voeckler arrive à creuser un écart sur les autres échappés, il dispose encore de 15 secondes d'avance 2 km avant l'arrivée.
L'écart se réduit à 9 secondes sous la flamme rouge, mais dans la dernière ligne droite le groupe est de retour sur lui et Oscar Gatto gagne la course.

## Classement final
|    | Coureur                 | Équipe                    |    | Temps           |
| -- | ----------------------- | ------------------------- | -- | --------------- |
| 1  | Oscar Gatto (ITA)       | Vini Fantini-Selle Italia | en | 4 h 43 min 40 s |
| 2  | Borut Božič (SLO)       | Astana                    | +  | 0 s             |
| 3  | Mathew Hayman (AUS)     | Sky                       |    | 0 s             |
| 4  | Mirko Selvaggi (ITA)    | Vacansoleil-DCM           |    | 0 s             |
| 5  | Thomas Voeckler (FRA)   | Europcar                  |    | 0 s             |
| 6  | Nikolas Maes (BEL)      | Omega Pharma-Quick Step   |    | 0 s             |
| 7  | Jens Keukeleire (BEL)   | Orica-GreenEDGE           |    | 0 s             |
| 8  | Maxim Iglinskiy (KAZ)   | Astana                    |    | 0 s             |
| 9  | Ian Stannard (GBR)      | Sky                       |    | 4 s             |
| 10 | Stijn Vandenbergh (BEL) | Omega Pharma-Quick Step   |    | 24 s            |

## Liste des participants
- Liste de départ complète

| Légende | Légende                                                                    | Légende | Légende                                                    |
| ------- | -------------------------------------------------------------------------- | ------- | ---------------------------------------------------------- |
| Num     | Dossard de départ porté par le coureur sur cet À travers les Flandres      | Pos     | Position à l'arrivée de la course                          |
|         | Indique un maillot de champion national ou mondial, suivi de sa spécialité | NP      | Indique un coureur qui n'a pas pris le départ de la course |
| AB      | Indique un coureur qui n'a pas terminé la course                           | HD      | Indique un coureur qui a terminé la course hors des délais |

| Omega Pharma-Quick Step OPQ | Omega Pharma-Quick Step OPQ    | Omega Pharma-Quick Step OPQ |
| --------------------------- | ------------------------------ | --------------------------- |
| Num                         | Coureur                        | Pos                         |
| 1                           | Niki Terpstra (NED)            | 11e                         |
| 2                           | Stijn Vandenbergh (BEL)        | 10e                         |
| 3                           | Iljo Keisse (BEL)              | 50e                         |
| 4                           | Nikolas Maes (BEL)             | 6e                          |
| 5                           | Gert Steegmans (BEL)           | AB                          |
| 6                           | Guillaume Van Keirsbulck (BEL) | 22e                         |
| 7                           | Kristof Vandewalle (BEL)       | 49e                         |
| 8                           | František Raboň (CZE)          | AB                          |

| AG2R La Mondiale ALM | AG2R La Mondiale ALM     | AG2R La Mondiale ALM |
| -------------------- | ------------------------ | -------------------- |
| Num                  | Coureur                  | Pos                  |
| 11                   | Yauheni Hutarovich (BLR) | 27e                  |
| 12                   | Davide Appollonio (ITA)  | AB                   |
| 13                   | Gediminas Bagdonas (LTU) | AB                   |
| 14                   | Steve Chainel (FRA)      | 53e                  |
| 15                   | Hugo Houle (CAN)         | AB                   |
| 16                   | Valentin Iglinskiy (KAZ) | AB                   |
| 17                   | Sébastien Minard (FRA)   | 41e                  |

| Astana AST | Astana AST             | Astana AST |
| ---------- | ---------------------- | ---------- |
| Num        | Coureur                | Pos        |
| 21         | Maxim Iglinskiy (KAZ)  | 8e         |
| 22         | Assan Bazayev (KAZ)    | AB         |
| 23         | Borut Božič (SLO)      | 3e         |
| 24         | Dimitriy Gruzdev (KAZ) | AB         |
| 25         | Jacopo Guarnieri (ITA) | AB         |
| 27         | Dmitriy Muravyev (KAZ) | AB         |
| 28         | Ruslan Tleubayev (KAZ) | AB         |

| Garmin-Sharp GRS | Garmin-Sharp GRS         | Garmin-Sharp GRS |
| ---------------- | ------------------------ | ---------------- |
| Num              | Coureur                  | Pos              |
| 31               | David Millar (GBR)       | AB               |
| 32               | Jack Bauer (NZL)         | AB               |
| 33               | Raymond Kreder (NED)     | 31e              |
| 34               | Andreas Klier (GER)      | 52e              |
| 35               | Martijn Maaskant (NED)   | 54e              |
| 36               | Steele Von Hoff (AUS)    | AB               |
| 37               | Jacob Rathe (USA)        | AB               |
| 38               | Sébastien Rosseler (BEL) | AB               |

| Katusha KAT | Katusha KAT                  | Katusha KAT |
| ----------- | ---------------------------- | ----------- |
| Num         | Coureur                      | Pos         |
| 41          | Vladimir Gusev (RUS)         | AB          |
| 42          | Alexander Kristoff (NOR)     | 20e         |
| 43          | Marco Haller (AUT)           | 46e         |
| 44          | Vladimir Isaychev (RUS)      | AB          |
| 45          | Viatcheslav Kouznetsov (RUS) | 32e         |
| 46          | Rüdiger Selig (GER)          | 56e         |
| 47          | Gatis Smukulis (LAT)         | AB          |
| 48          | Alexey Tsatevitch (RUS)      | 39e         |

| Vacansoleil-DCM VCD | Vacansoleil-DCM VCD       | Vacansoleil-DCM VCD |
| ------------------- | ------------------------- | ------------------- |
| Num                 | Coureur                   | Pos                 |
| 51                  | Juan Antonio Flecha (ESP) | 45e                 |
| 52                  | Björn Leukemans (BEL)     | 15e                 |
| 53                  | Wesley Kreder (NED)       | 38e                 |
| 54                  | Wouter Mol (NED)          | AB                  |
| 55                  | Bert-Jan Lindeman (NED)   | 13e                 |
| 56                  | Danny van Poppel (NED)    | AB                  |
| 57                  | Frederik Veuchelen (BEL)  | AB                  |
| 58                  | Mirko Selvaggi (ITA)      | 4e                  |

| Movistar MOV | Movistar MOV             | Movistar MOV |
| ------------ | ------------------------ | ------------ |
| Num          | Coureur                  | Pos          |
| 61           | José Joaquín Rojas (ESP) | AB           |
| 62           | Giovanni Visconti (ITA)  | AB           |
| 63           | Andrey Amador (CRC)      | AB           |
| 64           | Alex Dowsett (GBR)       | AB           |
| 65           | Enrique Sanz (ESP)       | AB           |
| 66           | Eloy Teruel (ESP)        | AB           |
| 67           | Jesús Herrada (ESP)      | AB           |
| 68           | Francisco Ventoso (ESP)  | 24e          |

| Orica-GreenEDGE OGE | Orica-GreenEDGE OGE   | Orica-GreenEDGE OGE |
| ------------------- | --------------------- | ------------------- |
| Num                 | Coureur               | Pos                 |
| 71                  | Jens Keukeleire (BEL) | 7e                  |
| 72                  | Fumiyuki Beppu (JPN)  | AB                  |
| 73                  | Mitchell Docker (AUS) | 44e                 |
| 74                  | Luke Durbridge (AUS)  | AB                  |
| 75                  | Michael Hepburn (AUS) | AB                  |
| 76                  | Leigh Howard (AUS)    | 26e                 |
| 77                  | Aidis Kruopis (LTU)   | AB                  |
| 78                  | Tomas Vaitkus (LTU)   | 48e                 |

| RadioShack-Leopard RLT | RadioShack-Leopard RLT | RadioShack-Leopard RLT |
| ---------------------- | ---------------------- | ---------------------- |
| Num                    | Coureur                | Pos                    |
| 81                     | Stijn Devolder (BEL)   | 62e                    |
| 82                     | Ben Hermans (BEL)      | AB                     |
| 83                     | Tony Gallopin (FRA)    | 40e                    |
| 84                     | Markel Irizar (ESP)    | AB                     |
| 85                     | Bob Jungels (LUX)      | AB                     |
| 86                     | Giacomo Nizzolo (ITA)  | AB                     |
| 87                     | Hayden Roulston (NZL)  | AB                     |
| 88                     | Jesse Sergent (NZL)    | AB                     |

| Saxo-Tinkoff TST | Saxo-Tinkoff TST              | Saxo-Tinkoff TST |
| ---------------- | ----------------------------- | ---------------- |
| Num              | Coureur                       | Pos              |
| 93               | Christopher Juul Jensen (DEN) | AB               |
| 94               | Jonas Aaen Jørgensen (DEN)    | AB               |
| 95               | Marko Kump (SLO)              | AB               |
| 96               | Anders Lund (DEN)             | 43e              |
| 97               | Takashi Miyazawa (JPN)        | AB               |
| 98               | Michael Mørkøv (DEN)          | AB               |

| Sky SKY | Sky SKY                  | Sky SKY |
| ------- | ------------------------ | ------- |
| Num     | Coureur                  | Pos     |
| 101     | Geraint Thomas (GBR)     | 19e     |
| 102     | Mathew Hayman (AUS)      | 3e      |
| 103     | Salvatore Puccio (ITA)   | 42e     |
| 104     | Gabriel Rasch (NOR)      | AB      |
| 105     | Luke Rowe (GBR)          | 36e     |
| 106     | Ian Stannard (GBR)       | 9e      |
| 107     | Christopher Sutton (AUS) | AB      |

| Argos-Shimano ARG | Argos-Shimano ARG                 | Argos-Shimano ARG |
| ----------------- | --------------------------------- | ----------------- |
| Num               | Coureur                           | Pos               |
| 111               | Roy Curvers (NED)                 | AB                |
| 112               | Koen de Kort (NED)                | AB                |
| 113               | Bert De Backer (BEL)              | AB                |
| 114               | Reinardt Janse van Rensburg (RSA) | AB                |
| 115               | Luka Mezgec (SLO)                 | 25e               |
| 116               | Ramon Sinkeldam (NED)             | AB                |
| 117               | Tom Stamsnijder (NED)             | AB                |
| 118               | Tom Veelers (NED)                 | 51e               |

| Lotto-Belisol LTB | Lotto-Belisol LTB        | Lotto-Belisol LTB |
| ----------------- | ------------------------ | ----------------- |
| Num               | Coureur                  | Pos               |
| 121               | Dirk Bellemakers (BEL)   | 64e               |
| 122               | Gaëtan Bille (BEL)       | AB                |
| 123               | Sander Cordeel (BEL)     | AB                |
| 124               | Kenny Dehaes (BEL)       | AB                |
| 125               | Maarten Neyens (BEL)     | AB                |
| 126               | Jens Debusschere (BEL)   | AB                |
| 127               | Fréderique Robert (BEL)  | AB                |
| 128               | Tosh Van der Sande (BEL) | AB                |

| Vini Fantini-Selle Italia VIN | Vini Fantini-Selle Italia VIN | Vini Fantini-Selle Italia VIN |
| ----------------------------- | ----------------------------- | ----------------------------- |
| Num                           | Coureur                       | Pos                           |
| 131                           | Oscar Gatto (ITA)             | 1er                           |
| 133                           | Mattia Pozzo (ITA)            | AB                            |
| 134                           | Rafael Andriato (BRA)         | AB                            |
| 135                           | Stefano Borchi (ITA)          | AB                            |
| 136                           | Pierpaolo De Negri (ITA)      | AB                            |
| 137                           | Mauro Finetto (ITA)           | AB                            |
| 138                           | Kevin Hulsmans (BEL)          | 47e                           |

| IAM | IAM                       | IAM |
| --- | ------------------------- | --- |
| Num | Coureur                   | Pos |
| 142 | Kristof Goddaert (BEL)    | AB  |
| 143 | Sébastien Hinault (FRA)   | 28e |
| 144 | Reto Hollenstein (SUI)    | AB  |
| 145 | Pirmin Lang (SUI)         | AB  |
| 146 | Gustav Larsson (SWE)      | 17e |
| 147 | Matteo Pelucchi (ITA)     | AB  |
| 148 | Aleksejs Saramotins (LAT) | 21e |

| Cofidis COF | Cofidis COF           | Cofidis COF |
| ----------- | --------------------- | ----------- |
| Num         | Coureur               | Pos         |
| 151         | Jan Ghyselinck (BEL)  | 29e         |
| 152         | Julien Fouchard (FRA) | AB          |
| 153         | Egoitz García (ESP)   | 60e         |
| 154         | Florent Barle (FRA)   | AB          |
| 155         | Arnaud Labbe (FRA)    | AB          |
| 156         | Adrien Petit (FRA)    | AB          |
| 157         | Nico Sijmens (BEL)    | AB          |
| 158         | Romain Zingle (BEL)   | AB          |

| Europcar EUC | Europcar EUC           | Europcar EUC |
| ------------ | ---------------------- | ------------ |
| Num          | Coureur                | Pos          |
| 161          | Thomas Voeckler (FRA)  | 5e           |
| 162          | Bryan Coquard (FRA)    | AB           |
| 163          | Damien Gaudin (FRA)    | AB           |
| 164          | Yohann Gène (FRA)      | AB           |
| 165          | Morgan Lamoisson (FRA) | AB           |
| 166          | Jérôme Cousin (FRA)    | AB           |
| 167          | Björn Thurau (GER)     | 18e          |
| 168          | Sébastien Turgot (FRA) | 12e          |

| Topsport Vlaanderen-Balosie TSV | Topsport Vlaanderen-Balosie TSV | Topsport Vlaanderen-Balosie TSV |
| ------------------------------- | ------------------------------- | ------------------------------- |
| Num                             | Coureur                         | Pos                             |
| 171                             | Yves Lampaert (BEL)             | 37e                             |
| 172                             | Laurens De Vreese (BEL)         | 23e                             |
| 173                             | Pieter Jacobs (BEL)             | 16e                             |
| 174                             | Stijn Neirynck (BEL)            | 35e                             |
| 175                             | Tom Van Asbroeck (BEL)          | AB                              |
| 176                             | Gijs Van Hoecke (BEL)           | 63e                             |
| 177                             | Preben Van Hecke (BEL)          | AB                              |
| 178                             | Eliot Lietaer (BEL)             | 59e                             |

| Accent Jobs-Wanty AJW | Accent Jobs-Wanty AJW     | Accent Jobs-Wanty AJW |
| --------------------- | ------------------------- | --------------------- |
| Num                   | Coureur                   | Pos                   |
| 181                   | Danilo Napolitano (ITA)   | AB                    |
| 182                   | Staf Scheirlinckx (BEL)   | AB                    |
| 183                   | Tim De Troyer (BEL)       | AB                    |
| 184                   | Jempy Drucker (LUX)       | 33e                   |
| 185                   | Roy Jans (BEL)            | AB                    |
| 186                   | Stefan van Dijk (NED)     | AB                    |
| 187                   | James Vanlandschoot (BEL) | 57e                   |
| 188                   | Benjamin Verraes (BEL)    | AB                    |

| Crelan-Euphony CRE | Crelan-Euphony CRE        | Crelan-Euphony CRE |
| ------------------ | ------------------------- | ------------------ |
| Num                | Coureur                   | Pos                |
| 191                | Maxime Vantomme (BEL)     | 14e                |
| 192                | Christophe Prémont (BEL)  | AB                 |
| 193                | Koen Barbé (BEL)          | AB                 |
| 194                | Jonathan Breyne (BEL)     | AB                 |
| 195                | Kurt Hovelijnck (BEL)     | AB                 |
| 196                | Egidijus Juodvalkis (LTU) | AB                 |
| 197                | Baptiste Planckaert (BEL) | 34e                |
| 198                | Stijn Steels (BEL)        | AB                 |

| NetApp-Endura TNE | NetApp-Endura TNE          | NetApp-Endura TNE |
| ----------------- | -------------------------- | ----------------- |
| Num               | Coureur                    | Pos               |
| 201               | Markus Eichler (GER)       | 55e               |
| 202               | Russell Downing (GBR)      | AB                |
| 203               | Ralf Matzka (GER)          | AB                |
| 204               | Blaž Jarc (SLO)            | AB                |
| 206               | Daniel Schorn (AUT)        | AB                |
| 207               | Michael Schwarzmann (GER)  | AB                |
| 208               | Alexander Wetterhall (SWE) | AB                |

| Champion System CSS | Champion System CSS     | Champion System CSS |
| ------------------- | ----------------------- | ------------------- |
| Num                 | Coureur                 | Pos                 |
| 211                 | Matthew Brammeier (IRL) | AB                  |
| 212                 | Clinton Avery (NZL)     | AB                  |
| 213                 | Ryan Roth (CAN)         | AB                  |
| 214                 | Chan Jae Jang (KOR)     | AB                  |
| 215                 | Xu Gang (CHN)           | AB                  |
| 216                 | Jiao Pengda (CHN)       | AB                  |
| 217                 | Bobbie Traksel (NED)    | AB                  |
| 218                 | Wu Kin San (HKG)        | AB                  |

| An Post-ChainReaction SKT | An Post-ChainReaction SKT | An Post-ChainReaction SKT |
| ------------------------- | ------------------------- | ------------------------- |
| Num                       | Coureur                   | Pos                       |
| 221                       | Niko Eeckhout (BEL)       | 58e                       |
| 222                       | Sam Bennett (IRL)         | AB                        |
| 223                       | Niels Wytinck (BEL)       | AB                        |
| 224                       | Mark McNally (GBR)        | AB                        |
| 225                       | Glenn O'Shea (AUS)        | AB                        |
| 226                       | Steven Van Vooren (BEL)   | AB                        |
| 227                       | Nicolas Vereecken (BEL)   | 30e                       |
| 228                       | Alphonse Vermote (BEL)    | 61e                       |